# Ngamuwahine (rivière)
La rivière Ngamuwahine  (en anglais : Ngamuwahine River ) est un cours d’eau de la région de la Bay of Plenty de l‘Île du Nord de la Nouvelle-Zélande

## Géographie
Elle s’écoule initialement vers le nord à partir de sa source dans la chaîne de Kaimai avant de  tourner au sud-ouest pour rencontrer  la rivière  Mangakarengorengo à 19 km au sud-ouest  de la ville de Tauranga. 
Le camp de Ngamuwahine est aussi situé sur le parcours de la rivière Ngumuwahine. Il est loué par le collège nommé ‘Tauranga Intermediate’ qui y envoie ses étudiants au début et à la fin de chaque année.